# Richard Durlacher
Richard Durlacher (* 6. Juni 1932 in Stubenberg, Steiermark) ist ein ehemaliger österreichischer Radrennfahrer.
Richard Durlacher fuhr als Radrennfahrer zunächst für ARBÖ Leoben, dann für ARBÖ Puch, wo er auch arbeitete.
In 1955 gewann er das Rennen Wien-Rabenstein-Gresten-Wien mit einem Etappensieg sowie eine Etappe der Österreich-Rundfahrt. 1956 belegte er bei der Gesamtwertung der Österreich-Rundfahrt Rang vier und gewann die Burgenland-Rundfahrt, wie er 1957 ein zweites Mal für sich entscheiden konnte. Bei der Österreich-Rundfahrt im Jahre 1957 wurde er Vierter. 1957 gewann er die Staatsmeisterschaft im Straßenrennen. 1956 und 1958 gewann er den Titel im Mannschaftszeitfahren.
1958 gewann Durlacher sowohl die Österreich-Rundfahrt wie auch die erste Austragung des britischen Etappenrennens Milk Race, bei Wien-Rabenstein-Gresten-Wien fuhr er auf Rang zwei und gewann eine Etappe. In seinem einzigen Jahr als Profi (1959) startete er in einer internationalen Mannschaft mit Fahrern aus Dänemark, Großbritannien, Irland, Polen und Portugal bei der Tour de France, gab aber nach der zehnten Etappe auf. Im selben Jahr stellte er mit 416,4 Kilometer einen Zwölf-Stunden-Rekord auf, der 30 Jahre halten sollte.